# Anuak (zone)
Pour les articles homonymes, voir Anuak.
La zone Anuak (aussi appelée Anywaa ou Agnewak) est l'une des trois zones de la région Gambela, en Éthiopie. Sa plus grande ville, Gambela, est la capitale régionale.

## Géographie
Située à l'ouest de l'Éthiopie et  au centre de la région Gambela, la zone Anuak est frontalière du Soudan du Sud et limitrophe des régions Oromia et Éthiopie du Sud-Ouest. Dans les limites de la région Gambela, la zone Anuak est bordée à l'ouest par la zone Nuer et le woreda spécial Itang tandis qu'elle est bordée à l'est par la zone Mezhenger.
La capitale régionale, Gambela, est sa plus grande ville.
Drainée par le Baro, la rivière Alwero et le Gilo, la zone appartient au bassin versant du Sobat et du Nil Blanc.
Elle abrite la partie amont du parc national de Gambela.

## Histoire
Au XXe siècle, Gambela est la capitale administrative de l'awraja Gambela de la province d'Illubabor. Une grande partie du territoire de cet awraja est maintenant dans la zone Anuak. Celle-ci recouvre de plus la partie occidentale de l'awraja Gimira de la province de Kaffa.
Le camp de réfugiés de Pugnido ouvert en 1993, abrite encore 43 033 réfugiés Sud-Soudanais en 2020.
Au recensement de 1994, le territoire de l'actuelle zone Anuak est partagé entre deux zones de la région Gambela :
- la « zone 1 » comprenant le woreda Gambela et le woreda Itang[4] ;
- la « zone 2 » comprenant les woredas Abobo, Gog et Jor[5].

Les anciennes zones 1 et 2 fusionnent au recensement de 2007 pour donner la zone Anuak et le woreda spécial Itang.

## Woredas
Depuis 2007, la zone est composée de six woredas, :
- Abobo ;
- Dimma (ou Dima), issu d'une subdivision de Gog et d'une subdivision de l'ancien woreda Sheko de la région limitrophe ;
- Gambela, la capitale régionale, qui a le statut de woreda au moins depuis 2007 ;
- Gambela Zuria, qui reprend le territoire de l'ancien woreda Gambela sauf la capitale régionale ;
- Gog ;
- Jor.

## Démographie
D'après le recensement national de 2007 réalisé par l'Agence centrale de la statistique (Éthiopie), la zone compte 99 556 habitants et 53 % de la population est urbaine.
L'anuak est la langue maternelle pour 37 % des habitants de la zone, le nuer pour 12,5 %, l'amharique  pour 11 %, l'oromo pour 9 %, le kambaatta pour 4 %, le tigrigna pour 2 %, le wolaytta pour 1 %, le hadiyya et le gouragué également pour 1 % chacun.
La majorité (65 %) des habitants de la zone sont protestants, 20 % sont orthodoxes, 6 % sont catholiques, 5 % sont musulmans et 2 % pratiquent les religions traditionnelles africaines.
Avec une superficie de 20 606 km2 [réf. souhaitée], la densité de population est d'environ 5 personnes par km2.
La principale agglomération de la zone est Gambela avec 39 022 habitants en 2007, suivie par Pigniwedo avec 5 617 habitants et Abobo avec 4 090 habitants.
| Woreda        | Population 2007 | Agglomérations |
| ------------- | --------------- | -------------- |
| Abobo         | 15 741          | Abobo          |
| Dimma         | 8 001           | Dima           |
| Gambela       | 39 022          | Gambela        |
| Gambela Zuria | 10 590          | Abol           |
| Gog           | 16 836          | Pigniwedo      |
| Jor           | 9 366           | Shintawa       |

En 2022, la population de la zone est estimée, par projection des taux de 2007, à 104 935 personnes.